# Les Chevaliers de Baphomet : Le Manuscrit de Voynich
Les Chevaliers de Baphomet : Le Manuscrit de Voynich (version originale : Broken Sword : The Sleeping Dragon) est un jeu vidéo d'aventure, développé par Revolution Software, sorti sur PC, PlayStation 2 et Xbox en novembre 2003.
Il s'agit du troisième épisode de la série Les Chevaliers de Baphomet. L'intrigue met en scène George Stobbart, parti au Congo à la rencontre d'un scientifique. Cependant, son avion, pris dans une tempête, s'écrase non loin de sa destination, et George assiste, impuissant, à l'assassinat de l'homme qu'il devait rencontrer. À Paris, Nicole Collard s'apprête à interviewer un informaticien prétendant pouvoir déchiffrer le manuscrit de Voynich, mais celui-ci se fait tuer avant que leur rencontre n'ait lieu. Les deux enquêtes se rejoignent, tandis que George et Nicole explorent des endroits comme un vieux théâtre parisien, un temple perdu au Congo ou la ville anglaise de Glastonbury à la recherche des secrets du manuscrit de Voynich.

## Trame
Quelques années après les événements des Boucliers de Quetzalcoatl, George Stobbart est retourné à sa vie d’avocat et se retrouve à bord d’un avion en direction du Bassin du Congo, accompagné de son pilote, Harry Gilligan. Il doit y rencontrer un scientifique nommé Cholmondely, qui prétend avoir créé une machine capable de générer une énergie illimitée. Cependant, une tempête oblige l’avion à un atterrissage forcé sur une falaise, non loin du laboratoire du scientifique. En s’extirpant de l’épave, George se rend au laboratoire et assiste à l’interrogatoire puis à l'exécution de Cholmondely par un homme pâle nommé Susarro.
Une carte postale dissimulée dans le laboratoire mène George à Glastonbury, en Angleterre, à la recherche d’un certain Bruno, un ami de Cholmondely qui lui avait conseillé de fuir. En enquêtant sur sa disparition, George pénètre dans un bâtiment en flammes et y secourt un vieil homme pris au piège. Celui-ci s’avère être Bruno Ostvald, un ancien membre des Néo-Templiers que George avait rencontré à Paris. Bruno explique qu’il a depuis lors quitté l’organisation et que Susarro en a pris la tête, la rebaptisant le Culte du Dragon. Susarro cherche à obtenir l’immortalité en exploitant les lignes telluriques de la Terre, que Cholmondely utilisait dans ses expériences. Grâce à un appareil spécial permettant de localiser ces lignes, Bruno pense que Susarro se rend sur un site à Paris pour y chercher quelque chose d’important. George et lui décident de le suivre.
Pendant ce temps, à Paris, Nicole Collard doit interviewer un hacker nommé Vernon Blier, qui a récemment décrypté le manuscrit de Voynich et craint pour sa vie à cause de ce qu’il y a découvert. Avant son arrivée, Vernon est assassiné chez lui par Petra, une femme se faisant passer pour Nicole. Lorsque cette dernière arrive, les deux femmes s'affrontent, mais Petra s’échappe en laissant quelques indices derrière elle. En tentant de prouver son innocence, Nico se fait arrêter par la police, sur la base du témoignage de la logeuse de Vernon. Deux jours plus tard, après sa libération, elle décide d’enquêter sur ce que Vernon avait découvert. Elle retrouve Béatrice sa petite amie endeuillée. En ouvrant un coffre-fort caché, Nico trouve des schémas et un DVD contenant un message de Vernon expliquant que les tempêtes étranges qui secouent le monde annoncent une catastrophe imminente. Ses recherches la mènent à un théâtre abandonné sur l’île Saint-Louis, lié à un masque retrouvé chez le meurtrier. En s’y rendant, elle est capturée par Petra et Susarro.
Peu après, Bruno et George arrivent également au théâtre, suivant un signal énergétique détecté par l’appareil de Bruno. George s’infiltre et sauve Nicole, en neutralisant Flap, un ancien sbire des Néo-Templiers qui a survécu à sa chute d’un train dans Les Chevaliers de Baphomet. Après avoir partagé leurs découvertes, ils poursuivent l’exploration du théâtre et trouvent deux clés : l’une, décorée de cristaux et identifiée comme la source de l’énergie détectée, et l’autre, gravée d’un symbole oméga et cachée dans une colonne d’énergie. Alors qu’ils tentent de quitter les lieux, George est attaqué et se fait voler la clé d’énergie par un inconnu.
De retour chez Nico, Bruno révèle que la clé volée est la Clé de Salomon, un artefact nécessaire pour activer une armillaire située dans un temple dont l’emplacement reste inconnu. En examinant la pierre au symbole oméga, George se souvient avoir vu un symbole identique au Congo. Il s’y rend avec Nicole et y découvre une seconde pierre marquée du symbole alpha, avant d’échapper à une nouvelle attaque de Petra. À leur retour à Paris, ils constatent que Bruno a été enlevé et emmené à Prague, tandis que l’appartement de Nicole a été saccagé. Nicole retourne au théâtre abandonné et découvre que Bruno a été emmené dans un grand château appartenant à Susarro.
Dans le château, ils retrouvent Bruno, qui révèle que l’armillaire se trouve en Égypte et que la Clé de Salomon a été dérobée par le chapitre Saint-Stéphane des Templiers, un ordre survivant duquel Susarro a connaissance. Ce dernier retourne immédiatement à Paris pour les affronter, tandis que Bruno est emmené en Égypte. George décide de suivre la trace de la branche Saint-Stéphane et se rend à Montfaucon, leur base à Paris, mais arrive trop tard pour empêcher leur massacre. Malgré cela, il parvient à secourir des survivants, dont le Précepteur de leur temple. Celui-ci confie à George la mission d’arrêter Susarro et lui remet une troisième clé de pierre, marquée du symbole psi, qui permettra de localiser l’armillaire. Il l’adoube chevalier avant de mourir.
En Égypte, George et Nico infiltrent le bâtiment où se trouve l’armillaire et voient Susarro forcer Bruno à l’activer. Alors que la machine s’active, George et Nico neutralisent Susarro, mais Petra arrive accompagnée d’un homme masqué. Ce dernier se révèle être le Grand Maître des Néo-Templiers, présumé mort à Bannockburn, qui a manipulé Susarro à son insu. Alors que l’armillaire révèle l’emplacement d’un puissant site énergétique, le Grand Maître déclenche des explosifs dans le bâtiment et s’enfuit avec Petra, piégeant George, Nico et Bruno à l’intérieur. Flap est tué dans l’effondrement. Pour leur permettre de s’échapper, Bruno se sacrifie dans l’un des mécanismes de l’armillaire, cherchant ainsi à expier ses fautes.
Grâce au nouvel avion d’Harry, George et Nico atteignent le site énergétique, situé à Glastonbury, alors que des tempêtes de plus en plus violentes frappent le monde. Le village est submergé par les inondations. Tandis que Nico affronte Petra, George tente d’arrêter le Grand Maître et le surprend au moment où il absorbe l’énergie du site, pensant atteindre l’immortalité. Mais au lieu de cela, il se transforme en dragon et provoque l’effondrement du sol sous lui. George découvre alors une épée enfouie dans un tombeau, qu’il parvient à extraire en utilisant la Clé de Salomon. Il s’en sert pour abattre le dragon et sauver le monde.
Alors que Nico le rejoint pour le féliciter, George lui confie que Petra a disparu, puis jette l’épée dans les eaux en crue, s’attendant à ce qu’une main la récupère, mais elle coule simplement.

## Système de jeu
Contrairement aux deux premiers opus, Le manuscrit de Voynich ne se joue plus en point-and-click, car, passage à la 3D oblige, la caméra suit le personnage principal (George ou Nico). Les actions, comme les déplacements, se font à partir des touches du clavier ou à l'aide d'une manette de jeu. De même, deux nouveaux types d'énigmes viennent s'ajouter au jeu: des passages où il faut éviter des gardes, et d'autres où il faut manipuler des caisses.

## Doublage
- Emmanuel Curtil : George Stobbart
- Nathanièle Esther : Nicole Collard
- Patrick Borg : Susarro
- Philippe Roullier : Le patron de Nicole
- Pierre Tessier : Eamon O'Mara
- Bernard Tixier :  Le Grand Maître
- Luc Bernard : L'inspecteur
- Martial Le Minoux
- Serge Thiriet
- Jean-François Aupied
- Philippe Bozo
- Laura Blanc
- Brigitte Berges
- Nathalie Homs
- Pierre Prévost
- François Jaubert

## Accueil
- Adventure Gamers : 4/5[2]